# Свирлаг
Свирлаг, СвирЛАГ (Свирский лагерь / СвирЛАГ — Свирский лагерь) — советский исправительно-трудовой лагерь, находившийся в ведении ГУЛАГа НКВД СССР. Существовал с 1931 года по 1937 год.

## География
Лагерное управление было расположено в городе Лодейное Поле на реке Свирь (отсюда и название «Свирский»), в 244 км к северо-востоку от Санкт-Петербурга, в Ленинградской области. Лагерные пункты находились на территории нынешних Лодейнопольского и Подпорожского районов, а также в Карелии. Один из них находился в Александро-Свирском монастыре, расположенном в 15 км от Лодейного Поля.

## История
Лагерь был основан 17 ноября 1931 года.
Через лагерь прошли около 100 000 человек. В 1935 году в этом лагере содержалось 36500 заключённых. Число тех, кто умер или был убит в Свирлаге в 1930-х годах измеряется тысячами жертв.

## Сравнение Свирлага с другими лагерями
«Обзор ситуации» ГУЛАГа за октябрь 1935 года представляет средний состав населения лагеря по состоянию на октябрь 1934 года – 694 100 человек, по состоянию на октябрь 1935 года – 828 800 человек, и из них 36 500 были сосредоточены в Свирлаге – 6-м по численности наряду с Бамлагом (самым большим с 190 300 заключенными в Свободном, Амурская область), Дмитлагом (193 300 заключенных), Волголагом на Волге, Белбалтлагом (82 000 заключенных) и Ухтпечлаг в Ухте, Темлаг (21 100 заключенных), Даллаг (70 200 заключенных), Сиблаг (74 600 заключенных), Сазлаг, Карлаг (34 100 заключенных), Прорвлаг, Сарлаг, Ветлаг, Севвостлаг (47 700 заключенных), Вайгач, Норильсклаг в Норильске.

## Заключенные
Заключенные добывали слюду, камень и глину.
Среди заключённых Свирлага, были:
- Архиепископ Августин (Беляев); заключен в тюрьму в Свирлаге в 1931-1934 годах, казнён 23 ноября 1937 года), русский православный архиепископ.
- Владимир Воробьёв[3] (родился в 1876 году в Саратовской области России, сидел в Свирлаге в 1931-1932 годах, умер в Куйбышевской тюрьме в 1940 году от паралича сердца) – археолог и приходской священник русской православной церкви.
- Степан Рудницкий – географ, основатель украинской географии, академик Академии наук УССР (родился в Тарнополе в 1877 году, затем жил в Австро-Венгрии); отбывал срок в Свирлаге в 1933-1937 годах, где и был казнён в 1937 году.
- Иеромонах Сампсон (Сиверс),  отбывал срок в Свирлаге в 1933-1935 годах.
- Юлиан Шпол (литературное имя, при жизни: Михаил Яловый – украинский писатель (родился в Полтавской области), арестован в 1933 году и 11 мая 1934 года специальным конвоем отправлен в СвирЛАГ; 2,5 года спустя казнён в Свирлаге 3 ноября 1937 года.
- Магжан Жумабаев – казахский поэт, арестован в 1929 году, отправлен в Свирлаг, где находился в заключении до 2 июня 1934 года. Повторно арестован в 1935 году в Алма-Ате, в марте 1938 года расстрелян органами НКВД.

Архивная статистика показывает, что только за один 1932 год в Свирлаге погибло или было казнено 1569 человек, а в 1935 году в Свирлаге погибло или было убито еще 3887 заключенных, таким образом, всего за два года (1932 и 1935 года) погибло 5456 человек.